# Louis Pierre Huet
Pour les articles homonymes, voir Huet.
Louis Pierre Huet, né le 16 décembre 1749 à Nogent-le-Rotrou (Eure-et-Loir), mort le 21 novembre 1810 à Nogent-le-Rotrou (Eure-et-Loir), est un général de division de la Révolution française.

## États de service
Il entre en service le 17 décembre 1766, au régiment de Provence, il passe sergent le 3 octobre 1772, fourrier le 13 mars 1775, adjudant le 15 septembre 1780 et porte étendard le 9 janvier 1788. 
Retiré du service le 24 septembre 1790, il est élu capitaine dans la garde nationale de Nogent-le-Rotrou le 2 décembre 1790. Il est nommé lieutenant-colonel le 4 septembre 1791, et il devient chef du 1er bataillon de volontaire d’Eure-et-Loir le 4 novembre 1791. Il participe à la bataille de Verdun le 29 août 1792, et signe la capitulation de cette ville le 2 septembre 1792.
Il est promu général de brigade le 20 septembre 1793 à l’armée de la Moselle, et général de division à l’armée du Rhin le 29 septembre suivant. Il est suspendu par les représentants en mission Baudot et Lacoste le 3 décembre 1793.
Remis en activité à l’armée des côtes de Cherbourg le 9 février 1794, il est affecté à l’armée de l'Intérieur au mois de mars 1796, pour prendre le commandement de la division stationné à Rouen, et il est réformé le 22 septembre 1796. 
Le 26 octobre 1797, il rejoint le commandement de la 11e division militaire, et le 15 février 1799, il est mis au traitement de réforme.
Il meurt le 21 novembre 1810 à Nogent-le-Rotrou.

## Sources
- (en) « Generals Who Served in the French Army during the Period 1789 - 1814: Eberle to Exelmans »
- Étienne Charavay, Correspondance général de Carnot, tome 4, imprimerie Nationale, 1907.
- Docteur Robinet, Jean-François Eugène et J. Le Chapelain, Dictionnaire historique et biographique de la révolution et de l'empire, 1789-1815, volume 2, Librairie Historique de la révolution et de l’empire, 886 p. (lire en ligne), p. 184.
- (pl) « Napoléon.org.pl »